# Brian's Song
Brian's Song (en español: "La canción de Brian") es una película para televisión de 1971 que repasa la vida de Brian Piccolo (James Caan), un jugador de fútbol americano de los Chicago Bears diagnosticado con cáncer terminal luego de hacerse profesional en 1965, contrada a través de su amistad con su compañero de equipo Gale Sayers (Billy Dee Williams). Los diferentes temperamentos de Piccolo y Sayers así como su provenencia racial los convierte en una pareja de amigos con poco en común, convirtiéndose en los primeros compañeros de cuarto interraciales en la historia de la National Football League. La película cuenta la evolución de su amistad, terminando con la muerte de Piccolo en 1970. La producción fue un éxito en ABC que fue luego emitida en cines por Columbia Pictures con una gran premiere en Chicago. Sin embargo, fue retirada de cartelera pronto. Los críticos señalaron que la película era una de las mejores películas de televisión jamás hechas. Una encuesta de lectores de la revista Entertainment Weekly del 2005 arrojó que Brian's Song era la sétima en su lista de películas dramáticas.
La película está basada en la narración de Sayers sobre su amistad con Piccolo y el seguimiento de su enfermedad según la autografía de Sayers de 1970, I Am Third. La película fue escrita por William Blinn, cuyo guion fue llamada por un crítico de Dallas "muy contenida, con una dirección clara de cualquier exceso de sentimentalismo (aunque conmovedora) que muestra el afecto genuino de dos hombres."